# 1912 no jornalismo
Nesta página encontrará referências aos acontecimentos directamente relacionados com o jornalismo ocorridos durante o ano de 1912.

## Eventos
- 20 de abril — Fundação do jornal humorístico "A Bomba", publicado no Porto até junho deste mesmo ano.
- 31 de outubro — Início da publicação em Paris do jornal português "Crónica do exílio", tendo sido editado até 1913.[1]

## Nascimentos
| Data          | Nome                 | Profissão                                | Nacionalidade | Observações | Ref |
| ------------- | -------------------- | ---------------------------------------- | ------------- | ----------- | --- |
| 18 de janeiro | Evandro Lins e Silva | jurista, jornalista, escritor e político | Brasil        | m. 2002     |     |
| 23 de agosto  | Nelson Rodrigues     | dramaturgo, jornalista e escritor        | Brasil        | m. 1980     |     |

## Mortes
| Data        | Nome              | Profissão             | Nacionalidade | Observações | Ref |
| ----------- | ----------------- | --------------------- | ------------- | ----------- | --- |
| 11 de junho | Quintino Bocaiuva | jornalista e político | Brasil        | n. 1836     |     |